# Avbetalningsköplagen
Avbetalningsköplagen  gäller för köp som sluts mellan näringsidkare. Lagen gäller också för avbetalningsköp som hamnar utanför konsumentkreditlagen.
Lagen trädde i kraft den 1 juli 1979 och ersatte en tidigare lag om avbetalningsköp från 1915.